# 中港矛盾

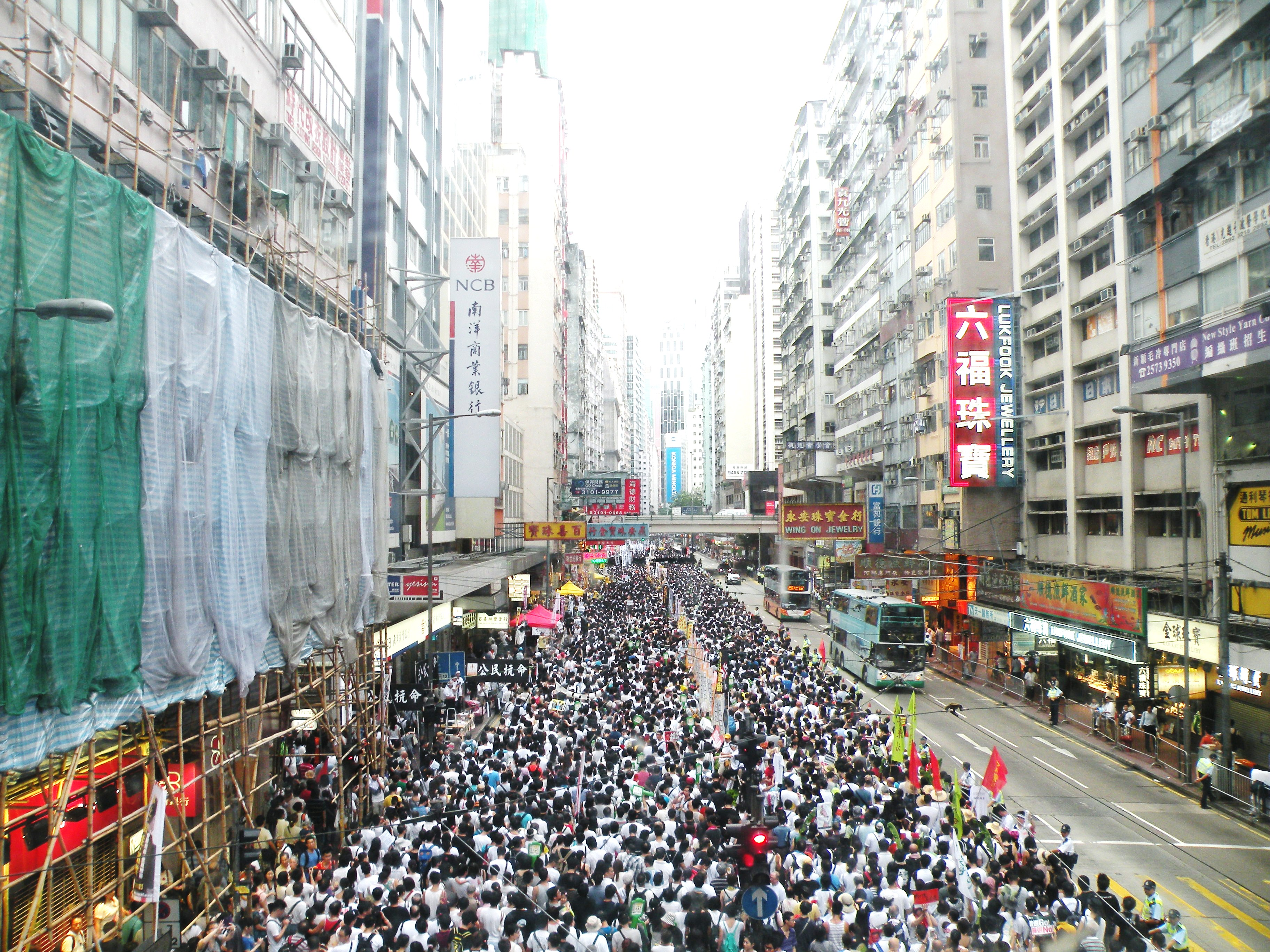
在香港特区成立纪念日举行之七一大游行，2014年有51万人参加

中国大陆—香港矛盾（英語：Hong Kong–Mainland China conflict），又称香港与內地矛盾，简称中港矛盾、港中矛盾、陸港矛盾或中港衝突等，是指1997年英国將香港主權移交至中华人民共和国後，中国大陆與香港之间主要涉及政治制度、經濟、社會、文化和移民等之一系列矛盾衝突。
1997年後，香港特别行政区政府和建制派的各種政策和措施，引起了香港本土派，民主派，及香港普羅大眾的不满。部分香港人認為，中央和特區政府輕視「兩制」、「港人治港，高度自治」，担忧特區政府將大陆人利益放在港人利益之上，削弱港人地位和公民權利。
2012年梁振英上任香港行政長官後，被指配合中國政府加速推行港深两地融合的政策，包括不顧香港承載力地引入過多自由行觀光客及大量新移民，引发的种种弊处亦進一步激化矛盾。同年，習近平出任中共中央總書記執政後，中國的人權狀況持續惡化，當局大力打壓社會的反對聲音，港人對中國共產黨治下的中國觀感日益變差。
隨著矛盾激升，加上2014年中國人大常委會對香港政改的決定的催化，以及對特區政府經貿、文化政策的不满，衝突由以往的民間層面激化到政治層面。雨傘革命就成了衝突積累的最終總爆發，繼而2019年又爆發了規模更大的反修例風波。《苹果日报》评论称，中港矛盾乃法制之爭。何清漣则认为，中港矛盾的實質是文明的衝突。不少香港人擁有自身文化認同感，並且香港與中國大陆在政治、制度及文化、习惯等其他多方面有差異。中港矛盾讓許多香港人對中國、中華民族的認同感減弱，部分香港年輕人開始支持港獨、呼吁加強對香港民族主義的捍衛，並同台灣獨立運動及台湾泛綠陣營更為友好。出於對香港社會、政治及一國兩制前景的擔憂，香港人移民台灣、加拿大、英國等地的人數也續漸增加。在2016年中華民國內政部入出國及移民署的統計便顯示共有1,086名港人獲台灣發出定居許可，較2015年大幅上升逾四成。
有評論人士在報章撰文，認為1997年以後的各方面事態發展導致中國大陆民众对香港的印象多趨於负面，對“香港独特性”感到疑惑、不解甚至反感，并出现了2012年孔慶東辱罵港人事件等語言暴力事件，經過相關報導後也让香港人对中国大陆人產生负面印象，以致有“蝗蟲論”等不友善的言论和“香港立法會宣誓風波”等行为出現。

## 背景

### 香港主權
鴉片戰爭后，英国與清朝在1842年簽訂《南京條約》，將香港島永久割讓予英國。1860年，清朝再於第二次鴉片戰爭敗於英法聯軍，簽訂《北京條約》將九龍半島界限街以南及昂船洲永久割讓予英國。1898年，英國與清廷簽訂《展拓香港界址專條》，租借新界（包括新九龍及230多個離島），為期99年。這三份條約決定了今日香港轄區的範圍。
1942年，中華民國就「廢除不平等條約，另訂平等新約」問題與英國展開磋商。中國國民黨總裁、國民政府軍事委員會委員長蔣中正試圖將香港問題列入雙方議程，提出「九龍租借地應與其他租界一併歸還中國」，遭英國首相邱吉爾堅決回絕。英方更要求中方書面同意九龍租借地不在不平等條約之內，否則拒絕簽訂新約。中國迫於無奈，惟有不再堅持九龍租借地交還問題，終於1943年簽訂《中英平等新約》。中國同時正式照會英國，保留日後提出香港問題之權利。
中華人民共和國成立後，中國共產黨以「充分利用」和「長期打算」為理由，不急於收回香港，並以香港作為中國大陸與外國交流的通道，避開外國对中国大陸的经济封锁。與此同時，有一批逃避中共政權的大陸人到香港紮根，當中除了國民黨員之外，還有知識分子和資本家。
1950年1月6日，英國承認中华人民共和国政府為中国之合法政府，并于1972年3月13日，發表聯合公報，承認中华人民共和国政府是中国的唯一合法政府。1972年3月8日，中华人民共和国要求聯合國非殖民化特別委員會將香港和澳門剔出解殖名單。
中國共產黨主席毛澤東發動文化大革命後，左派於香港發起反對和試圖推翻港英政府以奪取香港主權的六七暴動，期間他們發起連串示威和罷工行動，其後更在全港各處放置真假土製炸彈、殺害香港商業電台播音員林彬，嚴重影響社會秩序。此外，左派與警方爆發多場衝突，大批左派支持者被捕，一些左派報章也受到當局查封。暴動初期，市民對此並沒有表達強烈譴責。然而，隨着雙方衝突開始升溫、真假炸彈浪潮和流血事件的出現，使暴動普遍遭受市民的強烈譴責。結果被港英政府鎮壓以及被國務院總理周恩來叫停而告終。港英政府於暴動過後推行多項利民政策以鞏固其管治，並銳意加強香港的本土化和淡化香港與中國大陸的關係，使到香港人對港英政府的支持度不斷提高，對中華人民共和國的認同感下降，親共力量從此被削弱，為日後的中港矛盾埋下了伏線。
1982年，英國與中华人民共和国就香港問題展開正式談判。英國起初希望以主權換治權，藉此繼續管治香港，但中华人民共和国拒絕繼承《南京條約》、《北京條約》同《展拓香港界址專條》三項在中华人民共和国成立前生效的國際條約，拒不承認香港為英國領土，要求英國將香港島、九龍同新界一併交還。英國政府最終決定完全放棄對香港的主權。中國國務院總理趙紫陽與英國首相戴卓爾夫人代表中英雙方在1984年12月19日簽訂《中英聯合聲明》，聲明自1997年7月1日起，中华人民共和国恢復對香港行使主權，成立香港特別行政區，並按照《香港特別行政區基本法》落實「一國兩制」、「高度自治」、「港人治港」，以香港特別行政區行政長官為政府首長。大部分華裔香港永久性居民不論意願，自動獲得中华人民共和国国籍，可申領香港特別行政區護照。
有本土派認為，香港於1840年代起由清政府以三張不同條約割讓或租借予英國，而這些條約在1912年後由中華民國繼承，中華民國政府至今仍存在台灣，且條約正本現藏於國立故宮博物院，所以新界歸還對象應為條約的持有者中華民國。但由於英国与中华人民共和国建交後，不承認中華民國。因此，即使時任中華民國總統李登輝曾經公開表示「《南京條約》的正本在台灣，香港主權屬於中華民國」，英国仍然無視中華民國之要求。

### 一国两制与一国一制

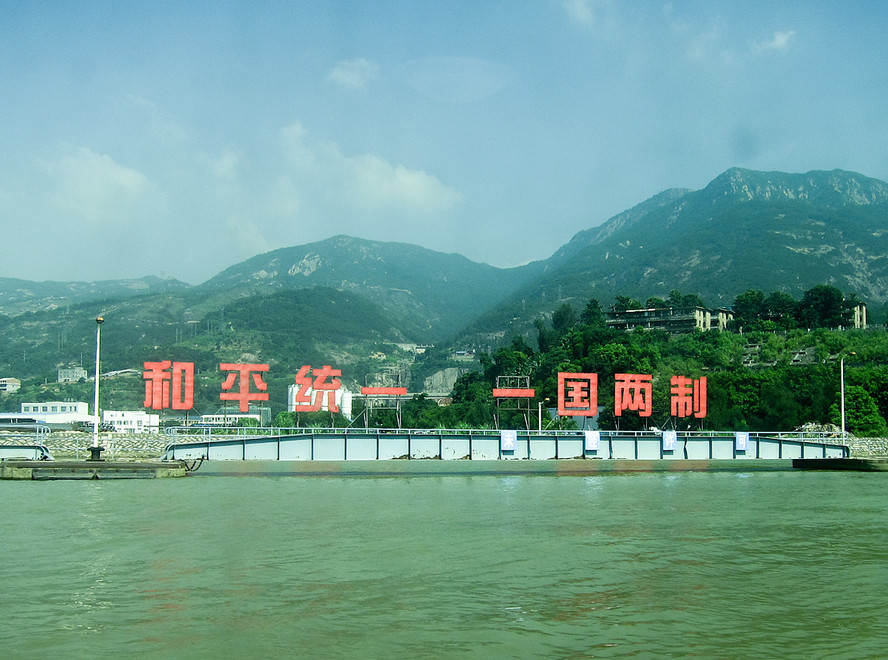
“和平统一，一国两制”标语

中国共产党自1949年中华人民共和国建国之日起，构建了单一制、大一統的国家结构，并在一党专政下主政至今。一国两制是鄧小平在1980年代為了實現「中國統一」而提出的憲法原則。最早是针对海峽兩岸關係，後來相繼適用於香港和澳門地區。“一國兩制”指的是在不破壞單一制國家結構的前提下，港澳地区与中国大陸同属一个中国，香港、澳门、台灣地區保留資本主義經濟和社會政治制度，而中國其他地區則繼續實行中國特色社會主義制度。根據該原則，香港特區將享有行政管理權，立法權，獨立司法權及終審權，即可以繼續保持自己的政治制度、法律體系、經濟政策、金融事務以及對外關係50年不变。1985年香港特別行政區基本法諮詢委員會成立，委員全為香港人，負責在香港徵詢公眾對《基本法》草案的意見。1988年4月，香港特別行政區基本法起草委員會公佈首份草案。1989年2月公佈第二份草案，諮詢工作則在10月結束。1990年4月4日，全国人民代表大会第三次會議通過《中華人民共和國香港特別行政區基本法》，由國家主席楊尚昆簽署中华人民共和国主席令正式頒佈。
1997年後，香港特别行政区政府和建制派的各種政策和措施，引起了部分香港本土派的不满。令香港人認為，中央和特區政府輕視“兩制、港人治港”，認為特區政府將大陆人利益放在港人利益之上，削弱港人地位和公民權利。
2012年梁振英上任香港行政長官後，推行港深两地融合的政策，使香港成為深圳最大貿易夥伴，並在經濟、教育等多個領域加深合作。其政策不顧香港承載力地引入過多觀光客及大量新移民，所引发的种种弊处亦進一步激化矛盾。同年，習近平出任中共中央總書記執政後，中國的人權狀況持續惡化，當局大力打壓社會的反對聲音，港人對中國共產黨治下的中國觀感日益變差，遂形成中港矛盾。
隨著矛盾累積，加上全國人大常委會對香港政改的決定的爭議，以及對特區政府經貿、文化政策的不满，衝突由以往的民間層面上升到政治層面。雨傘革命就成了衝突積累的最終總爆發。《苹果日报》评论称，港中矛盾乃法制之爭。流亡美國的大陸異見人士何清漣则认为，陸港矛盾的實質是文明的衝突。由於曾長期處於英國殖民統治下，不少香港人擁有自身文化認同感，並且香港與大陆在政治、制度及文化、习惯等其他多方面有差異。中港矛盾讓許多香港人對中國、中華民族的認同感減弱，部分香港年輕人開始支持港獨、呼吁加強對香港民族主義的捍衛，並同台灣獨立運動及台湾泛綠陣營更為友好。出於對香港社會、政治及一國兩制前景的擔憂，香港人移民台灣、加拿大等地的人數在近年來也有所增加。在2016年中華民國內政部入出國及移民署的統計便顯示共有1086名港人獲台灣發出定居許可，較2015年大幅上升逾四成。另一方面，中国大陆在2000年代已自下而上构建完成、以中国民族主义为主流的社会意识形态。两地民众在国家认同方面背道而驰，进而相互对立。有評論人士在報章撰文，認為1997年以後的出現的“蝗蟲論”等不友善的言论和“立法會宣誓風波”，及2017年底陸客在香港機場被泼粥事件等過激行为發展導致中國大陆民众对香港的印象多趨於负面，對“香港独特性”感到疑惑、不解甚至反感，并出现了2012年孔庆东辱骂港人事件等語言暴力事件，經過相關報導後也让香港人对中国大陆人產生印象负面。。
香港本土派學者陳雲根表示，中港矛盾不斷激化，主要是由於北京部署很多政策抹殺香港英治時期的歷史及制度，令很多香港人感到一國兩制變質。殖民政府保存到的一些華夏文化，例如廣州話的漢音及正體字，以及文雅的公共中英文用語，慢慢會被北京政府當是前朝歷史，或者當作殖民地餘孽來掃除。甚至三權分立、司法獨立、人權法這些由殖民政府引入香港的現代文明，都會被當作外來的殖民霸權，慢慢淡忘，承接的是中國苏维埃共產黨體制。他表示，中共承諾卻不容許「真正」港人治港、高度自治，因此預期未來中港矛盾將會激化。
2020年5月28日，第十三届全国人大三次會議通过《全國人民代表大會關於建立健全香港特別行政區維護國家安全的法律制度和執行機制的決定》。6月30日，全國人大常委會通过《中華人民共和國香港特別行政區維護國家安全法》。2021年3月11日，第十三屆全國人大四次會議通過《關於完善香港選舉制度的決定》和2024年香港立法會通過香港特別行政區基本法第二十三條，進一步削弱香港的自治。第十三届全国人大的一系列立法行动，被指是一国两制迈向一国一制。

### 独立自治运动

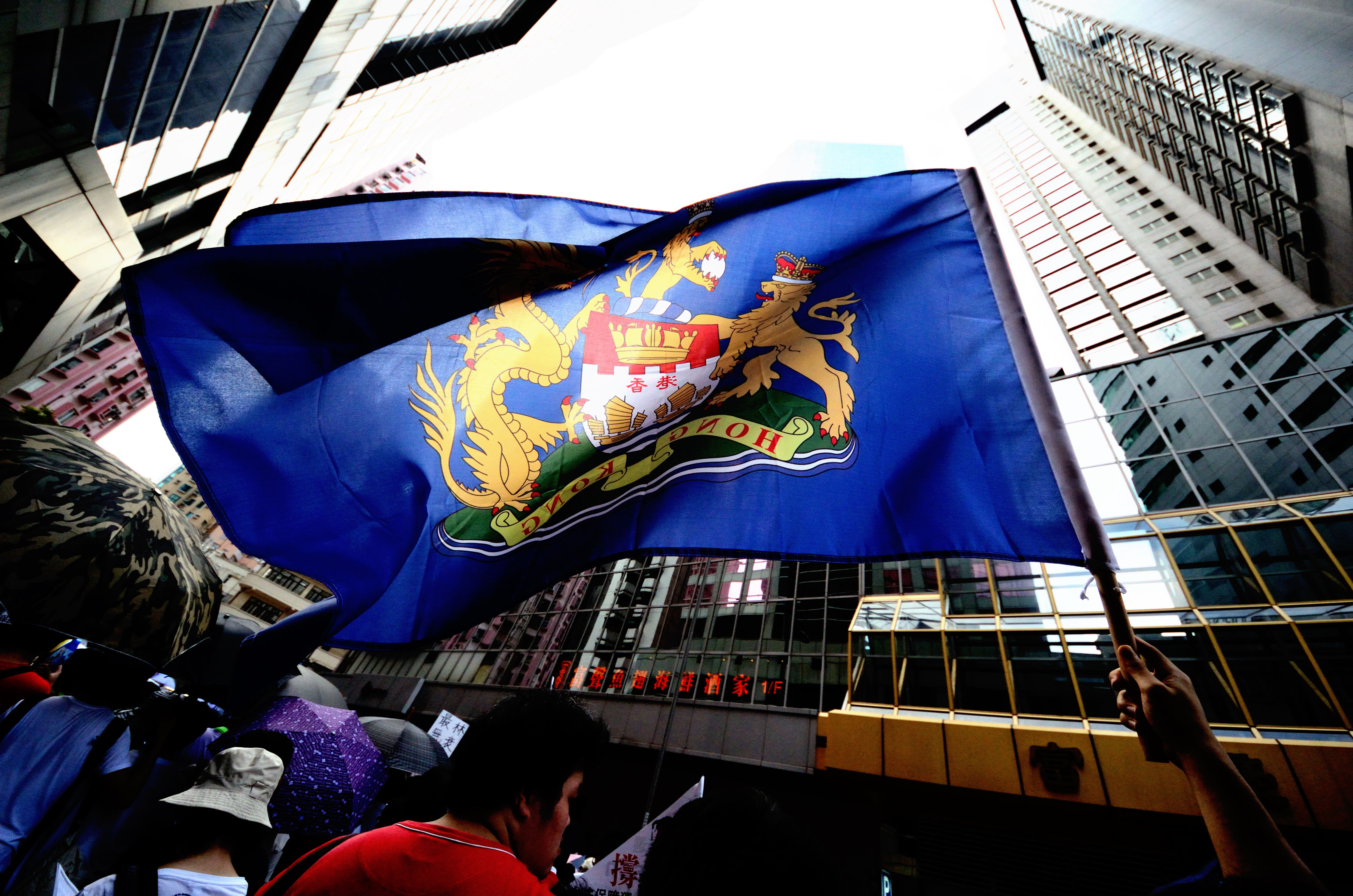
2011年七一遊行中的龍獅旗

第二次世界大戰後，随着英國逐漸撤出及放棄殖民地，港督楊慕琦在1946年推行楊慕琦計劃。而接任楊慕琦的第22任香港總督葛量洪则認為香港不能實行他在牙買加、尼日利亞和斐濟擔任總督時發展的那種制度。1952年10月，英國及香港兩地政府同時宣布「香港不會推行大規模的政制改革」。此后馬文輝、聯合國香港協會、香港民主自治黨等透過不同途徑推動香港的自決與自治。根據2007年港大民意研究，受訪者中有獨立傾向者約佔25%，不認同獨立者約佔64.7%，另外33%香港人認為若中國共產黨在中國持續執政則會增加香港獨立的傾向。
香港城邦自治是香港本土派的意識運動，理念建基於香港學者陳雲所編著的《香港城邦論》為基礎，認為香港是一個城邦格局。主張香港在《基本法》和一國兩制的大前提下，應享有真正的自治權利，並非主張香港獨立。陳雲本為運動的提倡者，但於2013年6月13日，「香港自治運動」的臉書專頁宣布與陳雲終止合作關係。
2020年6月30日，全国人大常委会通过《港版国安法》后，在香港提倡“港独”，即违反《港版国安法》。

## 移民問題

### 雙非問題
2001年，香港終審法院根據《香港特别行政区基本法》第24條宣判的莊豐源案確立，父母雙方皆無香港居留權的中國大陸居民在香港所生子女可享有香港永久性居民身份。終審法院分析入境事務處處長提交的數據，從1997年7月1日至2001年1月31日，只有1,991名在香港出生的中國公民（母親是非法入境、持雙程證或短暫逾期居留香港，父親也僅是在香港臨時居留或不是香港居民）會因為判入境事務處處長敗訴而成為香港永久性居民。這類兒童每月約46人，每年約555人。入境事務處處長根據此數據，承認沒有迹象顯示他被判敗訴會導致大批人士立即從中國大陸湧入香港。終審法院分析這些數據，亦不認為判入境事務處處長敗訴會令香港承擔任何重大風險。在莊豐源案終審判決前，香港特區政府曾經請求終審法院根據《基本法》第158條提請全國人大常委會解釋香港基本法，不過終審法院沒有採納。終審法院在2001年7月20日判決政府敗訴後，特區政府表示對判決失望，但是會尊重判決及採取適當措施執行判決。當時的香港大律師公會主席梁家傑對特區政府不繞過終審法院尋求人大釋法表示歡迎。
隨着2003年自由行實施，大量中國大陸孕婦來香港產子。雙非人士有從合法途徑預約來港產子，亦有在無預約情況下闖急症室產子。2010年，配偶不是香港永久性居民的中國大陸孕婦在香港誕下32,653名嬰兒，比起2001年的620名上升逾50倍。從2001年至2011年間，已獲居港權的「雙非嬰兒」超過17萬人，造成資源分配問題，例如產婦床位不足，引起香港社會不滿，香港市民多次遊行抗議，甚至引發了「蝗蟲論」的爭議。《信報》指，在民怨沸騰下，政府仍在尋求解決措施。至2012年梁振英接任行政長官後，他透過行政措施減少雙非問題，但還有人以假結婚破壞此措施。2023年7月，一名陳姓內地遊客持單程證來港後，遺棄兒子於廣華醫院，隨後重新入境香港時被捕，該名遊客稱聽說香港有更好的教育質量，所以決定把兒子遺棄於香港。

### 綜援問題
自2011年起，一篇主题为「四人新移民綜援家庭月入2.2萬元」的網絡文章在香港流传，并附有電視新聞節目的截圖，顯示鍾女士正在接受訪問，然而最终被证明是谣言。有評論指出，不少香港人認為新移民搶占了公共資源，相关網絡假文会挑動民众情緒，加剧中港矛盾。
2013年，社區組織協會的何喜華協助單程證婦人孔允明就申請綜援資格案上訴至終審法院，終審法院最後裁定，未居住滿「7年」的香港人不能申領綜援是違反香港基本法，並命令香港特別行政區政府回復至2004年之前的「1年」申領居港期。此裁決公開後，隨即引發大批香港新移民到社會福利署查詢及申請。大批香港市民批評，此政策一開，對香港綜援制度有巨大的衝擊，並且會增加香港的財政負擔。據社會福利署提供的數字，2020年四人綜援家庭的每月平均綜援金額為1.6萬元左右，較香港入息中位數1.8萬元少2千元。

### 單程證問題
每日150個單程證配額持兩極意見，既支持者認家庭團聚屬基本人權，出於人道立場不應施加額外限制，且新來港人口可提供新勞動力，紓緩人口老化的問題；但亦有反對者認為土地房屋等公共資源有限，令香港醫療系統起出負荷，故此政府需取得單程證限額決定權，更好地控制香港人口增長，保障市民生活素質。

## 经济

### 基本生活需求及貿易問題
有官員指：沒有中国大陆支持，香港就會變成一座死城，香港人應飲水思源，每日飲水就要感恩。香港購買東江水之實用水價每立方米7.14港元（2016年，未計後續處理成本），被批評比一些國家的海水化淡高昂。

### 旅遊購物問題
香港發生過多宗導遊與大陆旅客因购物而产生冲突的事件，包括：移民導遊李巧珍在2010年接待安徽零团费旅行團遊客时，不满他们购物少，以普通话大骂陆客；以及香港導遊與安徽旅客爭執事件等。
由於大陸的食品及產品安全問題，以及香港和大陸之間由於稅收造成的差價，許多大陸訪客在香港大量購買食品和其他物品。其中2008年中国毒奶粉事件後開始，大陸對國產奶粉發生大規模的恐懼，大陸人和香港人大量從香港的零售渠道購買嬰幼兒奶粉以滿足大陸對進口奶粉的突生需求，香港發生嬰幼兒奶粉供不應求的情況、香港人生活受到直接影響。由於特區政府缺乏應對政策，香港民衆開始反對大陸訪客及香港“水貨客”將奶粉運往大陸，催生了“水货客问题”衝突。
而另一方面，由於大陸遊客的人數以及部分遊客的強大購買力，香港一些商家開始視大陸遊客而不是香港人爲主要服務對象，或者對香港本地顧客實行額外限制，因此引起香港民衆不滿。包括D&G禁止香港人攝影風波和agnès b.純用簡體字餐牌等事件。

### 水貨客问题

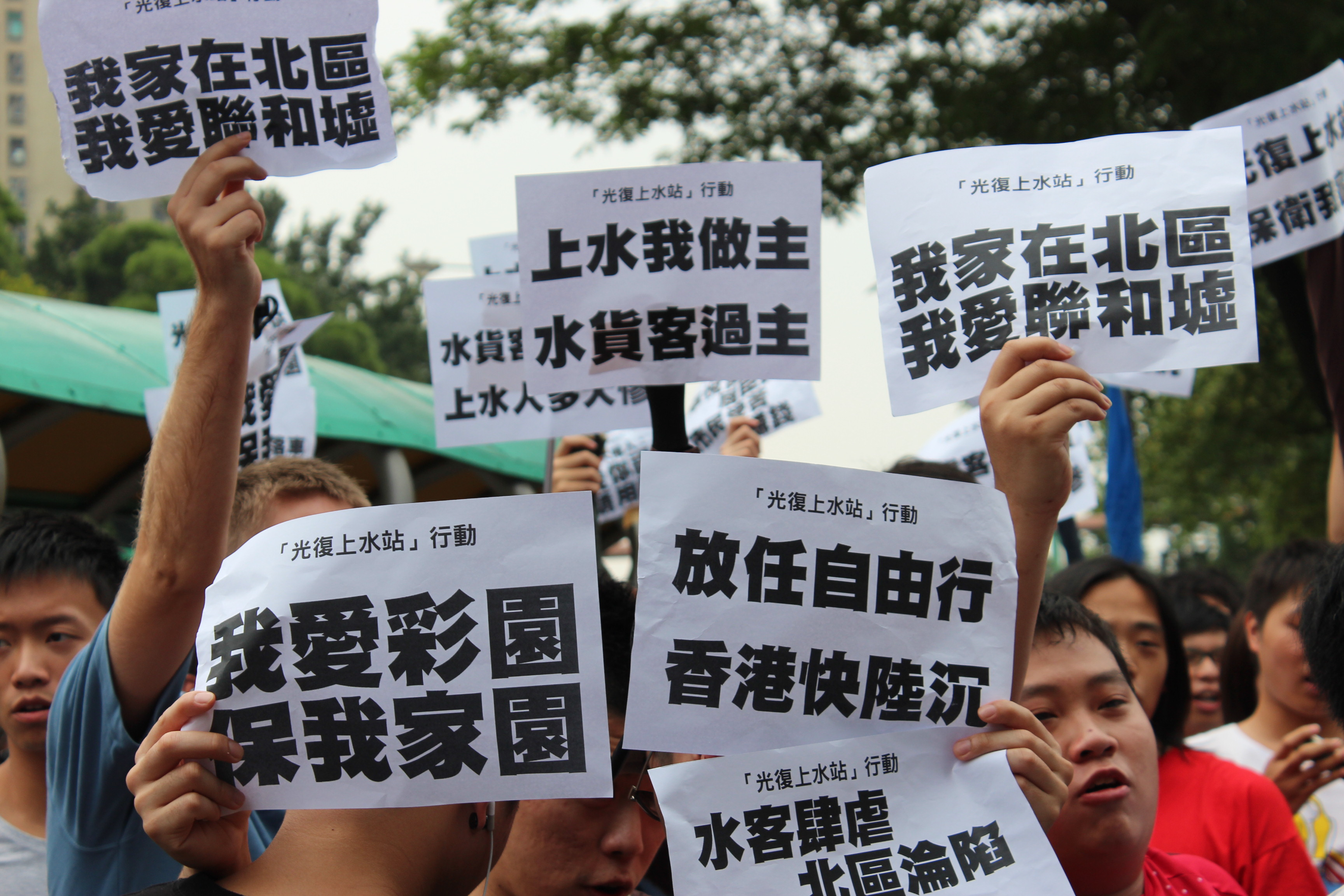
2012年9月的光復上水站行動中，示威者高舉標語。

包括香港居民的水貨客從香港利用各種途徑運送貨物到中國大陸（尤其指向通往深圳邊境），引致對香港各區市民的日常生活造成的各種滋擾及社會問題。 1980年代，中國大陸開寬大部分香港人進入大陸（回鄉）的限制，攜帶個人商品回國變得普遍。之後，便有香港人攜帶港貨至大陸。 2000年代之後，中國政府以「拯救香港經濟」為名在2003年開放自由行，每次訪港逗留的時間為7日。2005年後人民幣兌美元和港元大幅升值，進口商品比在中國大陸價格低，來港消費成為熱潮，加上中國海關規定個人攜帶5000元以下商品入境免徵稅，走私人利用螞蟻搬家的方式一點一點地帶貨。2009年4月開放一簽多行(一次簽註一年不限次數進出香港)，向中國大陸居民正式開放，大量水貨客出現。於2012年至2013年，屯門和上水出現香港警務處的簡體字告示，這是首次香港官方在香港市民的日常生活空間使用中国大陆的簡體字。加上嚴重的水貨客問題更引發了民間組織光復上水站、光復屯門、捍衛沙田、光復元朗和遊覽完上水去屯門等等抗議活動，及促成由入境事務處領導的風沙行動以及由香港警務處領導的力鋒行動等等。
2014年2月16日，網民組織「反赤化．反殖民」近百人在尖沙咀廣東道發起「驅蝗行動」，手持「減少自由行，放過香港人」、「蝗蟲來港搶奶粉，香港BB食麵粉」等標語，抗議大陸旅客霸佔香港人的生活空間及搶去資源，並要求他們回到大陸。事後，特首梁振英及特區政府多名司局長批評「驅蝗」示威者，還揚言追究並予檢控。
2014年3月9日，網民組織「真心愛國愛黨聯盟」（真愛聯）團體，在旺角、尖沙咀地區遊行，呼籲參加者屆時拿五星旗、中共黨旗、毛語錄上街唱紅歌、國歌，喊「支持中共、支持港共」口號，呼籲中國大陸遊客「愛祖國，用國貨，回中國愛國購物」，「自由行是迷途羔羊，請回鄉消費，不要被帝國資本主義迷惑」，「不要在香港消費，香港人有了錢就搞獨立」。
網友也製作多幅反諷海報，寫著「中國的娃飲三鹿的奶」、「不喝中國奶，你們還是中國人嗎？」、「買洋貨，逃國稅，是賣國叛國的行為」等標語。
2015年2月，香港部分民众和激进人士在香港屯门和沙田发起反水货客行动，但抗议却很快从“反水客”，变成了“反对大陆旅客来港自由行”，不少抗议者聚集到商场內，向大陆旅客大喊“滚回家”，举着“中国人滚回中国”的标语牌，甚至有人挥舞英屬香港旗，示威者一度与大陆旅客发生口角与对峙，场面情况一度混乱，警方曾施放胡椒喷雾，并带走多人。此事件相关新闻和图片被中国大陆和香港媒体广泛报道，由其是中国大陆微博和论坛转载广泛，导致不少大陆网民对香港印象趋于负面。
2015年3月9日，香港再次发生部分示威者以“反內地水客”为名，变成“反內地游客来港自由行”的事件，一批激进示威者分别在街头、商场和店铺內，不断滋扰、围堵途人及购物人士，其中包括辱骂一对母女游客造成孩童哭泣，攻击游客行李箱，踢打老人以及攻击或指駡多名中國大陸游客。香港保安局长黎栋国指，这近乎“暴徒”行为，在事件中，警方拘捕了5男1女，当中有中学生和大学生，他们涉及袭警及妨碍警务人员执行职务，1名警务人员及1名市民在事件中受伤，警方会继续严肃调查事件，不排除有进一步的拘捕行动。

### 自由行問題

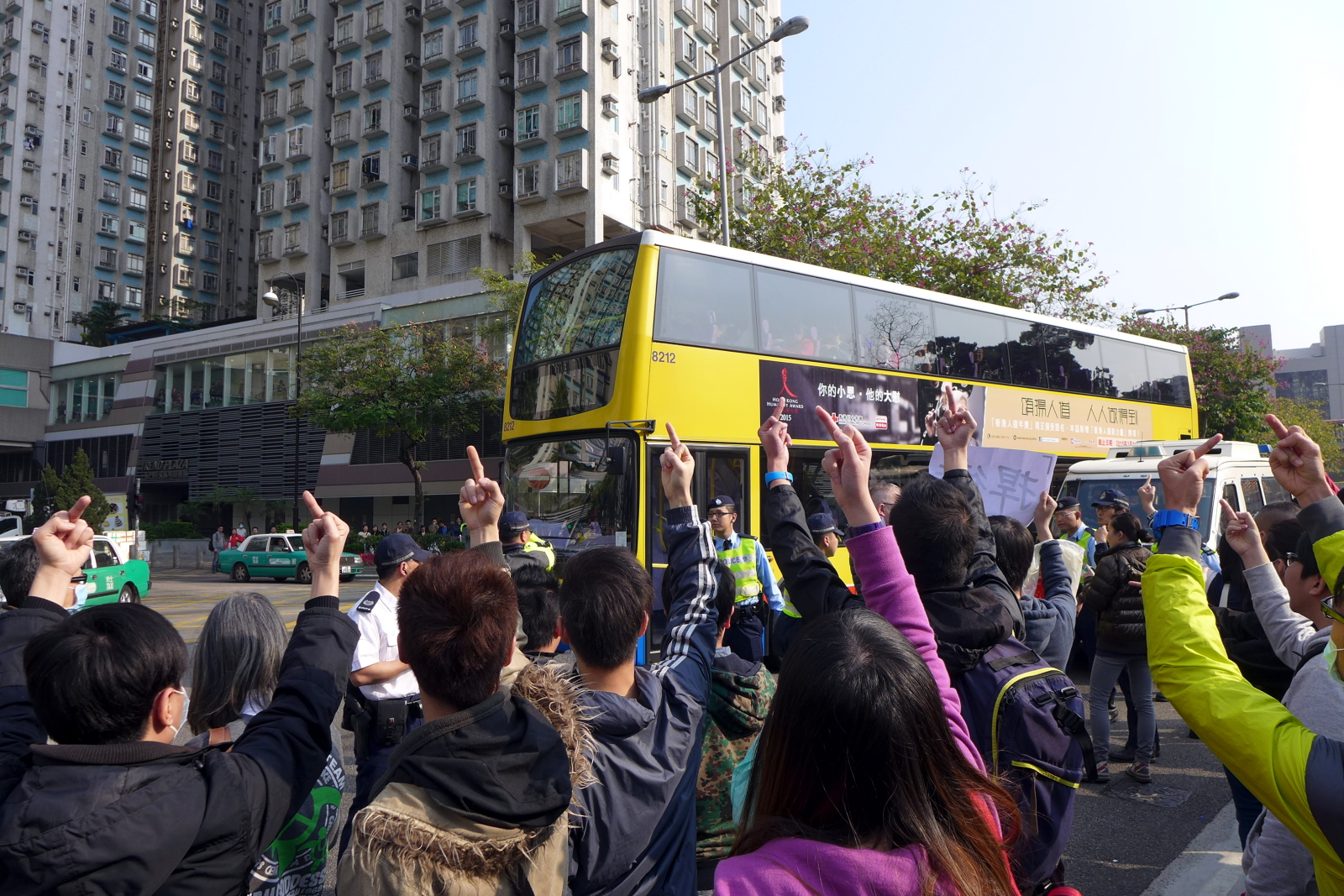
2015年2月的光復屯門行動中，香港示威者向城巴B3X線巴士上的中國大陸乘客豎中指

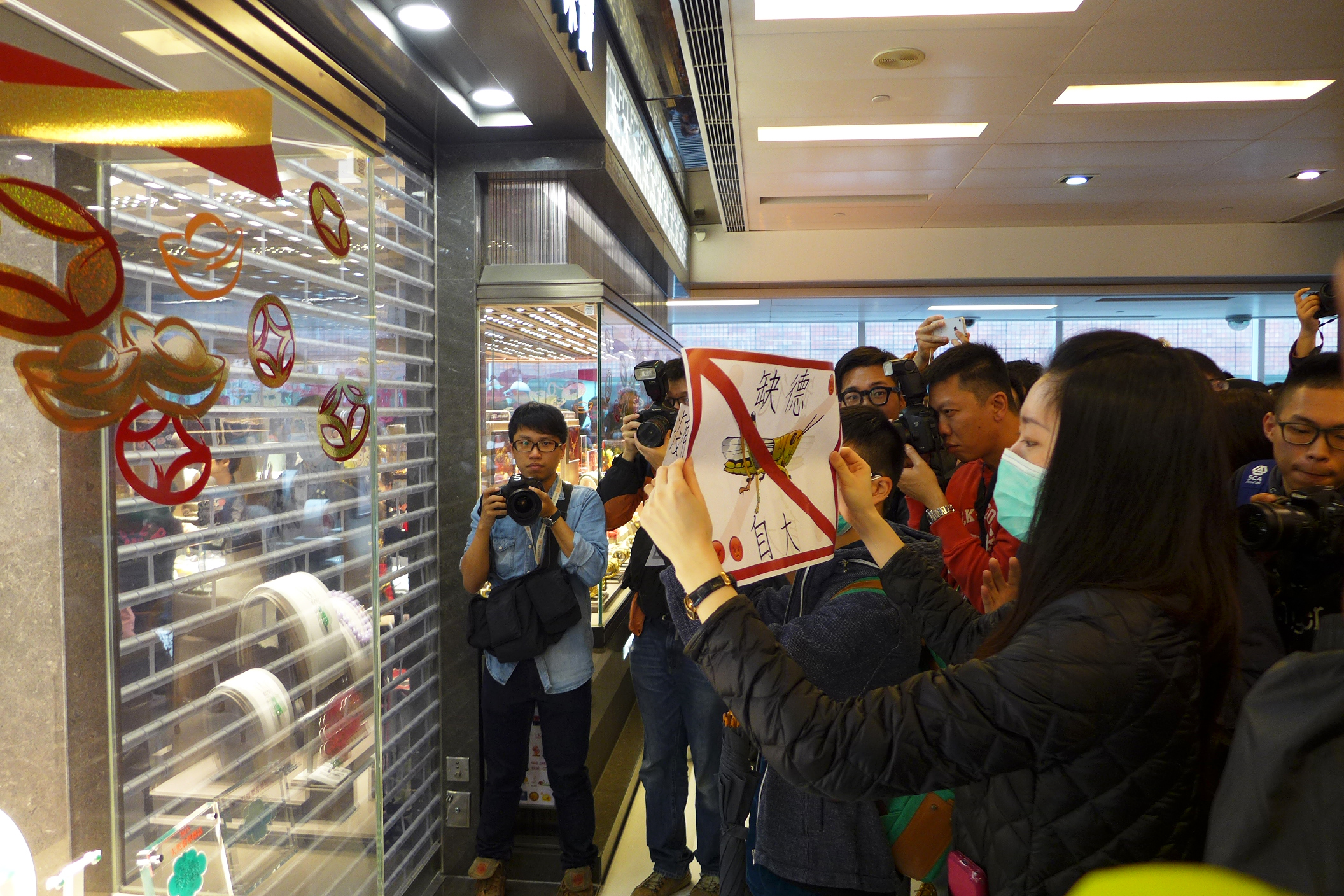
2015年2月的捍衛沙田行動中，香港示威者向六福珠寶店舖內的大陸游客展示「缺德、自大」橫額

2003年7月28日起，中央政府與香港特區政府按照協議開始開放一些大陸城市居民以個人的方式（即無須參加旅行團或受邀請）赴香港旅行。結果是中國大陸旅游到訪香港人次由2002年的638萬大幅增加至2013年的4,075萬，占當年訪港旅客總數的比例由41.2%急升至75%。
粵港自駕遊計劃於2012年3月起開始實施第一階段，讓符合資格的五座位或以下香港私家車車主申請一次性特別配額，從香港駕車北上廣東省作短暫逗留，第二階段容許中國大陸司機南下香港自駕遊，但特區政府並未為政策進行任何公眾諮詢。香港不少市民擔心香港和中國大陸截然不同的駕駛規則會令司機短時間適應不來，最終釀成交通意外。擔心中國大陸所使用的汽油给香港帶來環境污染。增加車輛首次登記稅目的就是為了減少路面車輛數目但實施自駕遊會令擠塞情況更為嚴重，並不可取。
由於大陸各地發展差異較大，存在一些大陸遊客不尊重或不了解香港的一些生活習慣及社會禮貌，因此有時出現被香港人認爲是不文明或不禮貌的舉動。一部分中國大陸遊客雖然行爲不文明、不禮貌，卻在被指出時仍然表現傲慢，在陸港矛盾加劇的背景下引發了一些公開的衝突，並由個別衝突上升到關於總體大陸遊客的辯論。典型的事件有：2012年大陸兒童在香港港鐵車廂內進食事件和2014年大陸小童在香港隨地便溺事件。
在2014年初，泛民一些激進黨派發起保護「本土價值」運動，其後掀起「反中」情緒，一些激進成員經常在旅遊區發起反對陸客的示威。由於一系列反陸客行為和言語在中國大陸網路廣泛傳播，同年底起，訪港大陸客人次持續下跌。旅遊業及零售業界認為，反「陸客」言行是成因之一，政府及建制派更直指反「陸客」是訪港大陸客人下跌及零售業不景的主因。依據香港旅遊發展局和特區政府統計處公布的數字顯示，訪港旅客人次大跌8.4%；其統計資料裡中國大陸旅客人次更下跌9.8%，為384萬5273人次；7月的零售業總額為港幣376億元，下跌2.8%。

## 文化衝突

### 語言文字
自清末《統一國語辦法案》以来的國語制定運動，使得以北方官話為基礎的標準語逐漸以國語姿態登上舞臺。但當時香港已被英國殖民，依舊保持舊有使用粵語的習慣。而也因此香港長期存在一套不同於中國大陸及台灣的外文事物譯名。
1997年之後，特區政府開始逐漸使用中华人民共和國官方對外文事物的譯名，代替香港長期使用的本地譯名，或一直沿用的當地傳統中文譯名，而後部份香港傳媒也跟隨放棄使用香港譯名，改用新華社於1995年起出版的人名地名對照冊對譯名：例如將Virginia譯為弗吉尼亞州而非維珍尼亞州、Sydney譯為悉尼而非雪梨和西九文化區戲曲中心英文譯名Xiqu爭議等。
香港的官方及習慣用法都是使用繁體中文字，但1997年以後，特別是開放中國大陸居民自由行以後民間部分商戶為迎合大陸客而使用簡體字，加劇了繁簡爭議，並加劇了部分香港民眾對香港本地語言文字文化受到大陸文化及語言的影響的擔憂，甚至由於文字的變化而助長文化及價值觀的變化。

### 課堂語言爭議
1997年之後，儘管英語仍是香港的官方語言，但特區政府開始逐漸在官方場合減少使用英語，並在官方網站增加了簡體中文，同時政府及正式場合普通話的使用率增加。此外部分中學接受納稅人資助，以普通話教授中文科取代原來推廣的母語教學。
自近十年中國大陸學生大幅增加，大學，尤其是研究院的授課語言，以及普通話在校地位。有跨文化溝通的學者認為，考試爭議只是表面導火線，實際上香港學生對普通話的學習動機，乃至對普通話使用者的負面刻版印象，才是真正原因，而普通話使用者的負面刻版印象並非香港獨有，大陸生群體之間亦然。

### 政治概念
論者梁亦華指出，一些民主、自由等香港學生認為無可爭辯的普世價值，在中國大陸卻與失敗者（Loser）的貶義聯結在一起。情況猶如清末人們認為，主張洋務改革者都是市井無賴和科舉失敗者一樣，從而形成政治概念上的認知鴻溝。

### 文物及建築

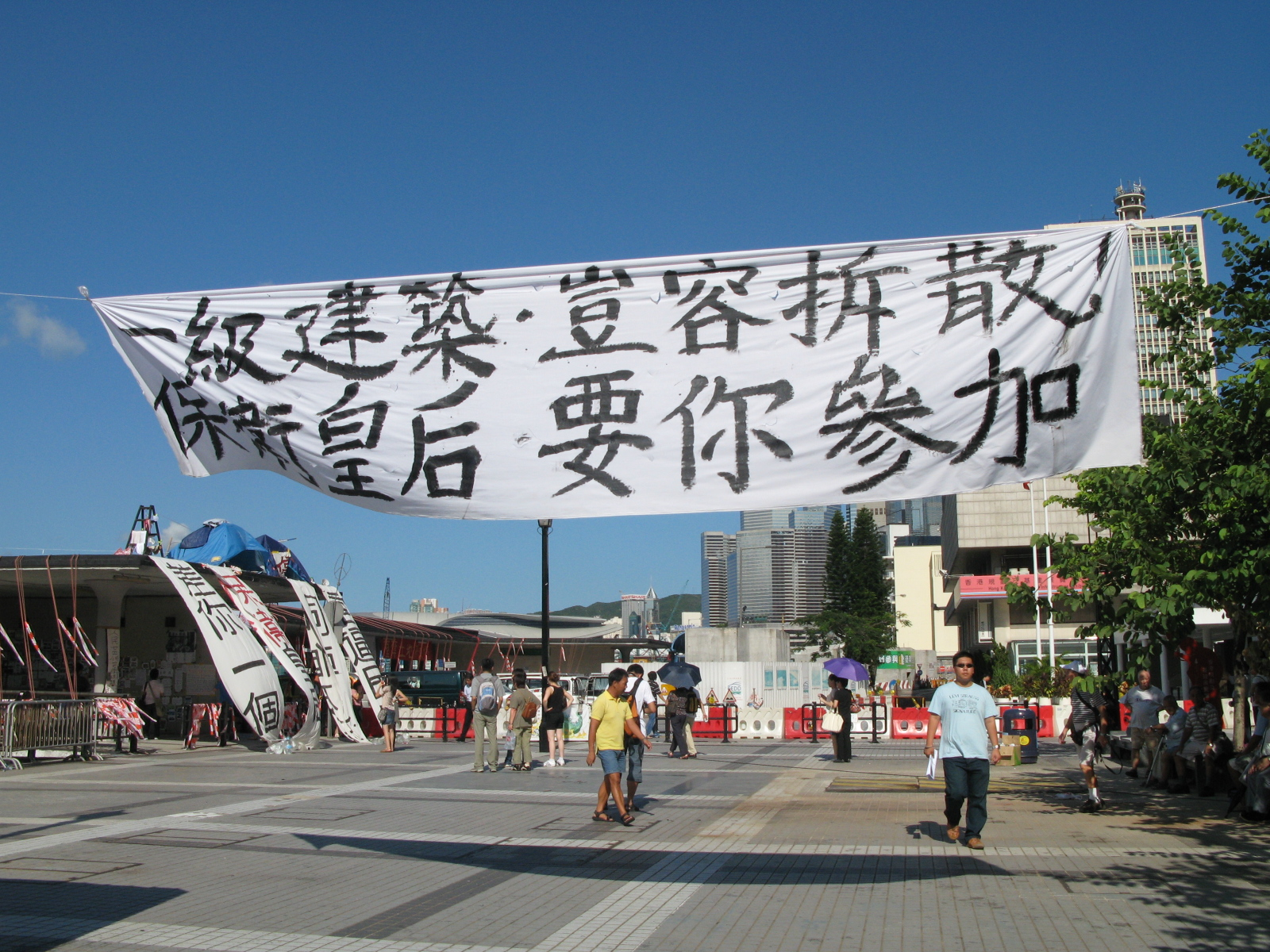
被拆卸前的皇后碼頭

特區政府在1997年後去殖民化，2015-2016年尤甚，例如以綠色油漆遮蓋英式郵筒上的歷史性英皇紋章、大規模拆卸具有香港代表性的店鋪大型霓虹燈和書法風格招牌等。這一類“去殖民”政策沒有得到香港民意普遍的支持，持反對意見的民衆認爲這一類政策不單止不尊重香港的歷史文化記憶，甚至可視為反華夏文化風俗的政策，其目的是迎合北京當局的政治喜好，佐證了一部分民衆對當屆特區政府將中國政府的政治使命置於香港民意之上的擔憂。于此相關，特區政府在1997年後的發展政策中，時有拆除或改造歷史建築的事例，例如拆除歷史性的皇后碼頭、愛丁堡廣場渡輪碼頭。

### 体育运动
2015年6月8日在足球世界盃外圍賽前夕，中国足协發布海報嘲諷香港足球隊使用歸化的「黑皮膚」和「白皮膚」令球隊显得「有层次」，一时之間體育比賽被政治化。中国足协事後為種族歧視道歉，仍引起香港朝野不滿，6月16日香港足球隊對陣馬爾代夫賽前奏中華人民共和國國歌時，球迷報以噓聲。香港足球觀眾在2015年9月對卡塔爾隊、2015年11月對中國隊再次噓中華人民共和國國歌。
2017年4月，在香港東方隊對廣州恆大隊的亞冠盃足球賽上，恆大隊支持者所在觀衆席上舉起寫有“殲英犬滅港獨”的大幅標語，東方球迷區則有人舉起港英時代的香港旗幟。亞足聯因此起訴恆大隊，指其球迷涉不當行爲及涉嫌歧視。

### 传播媒体

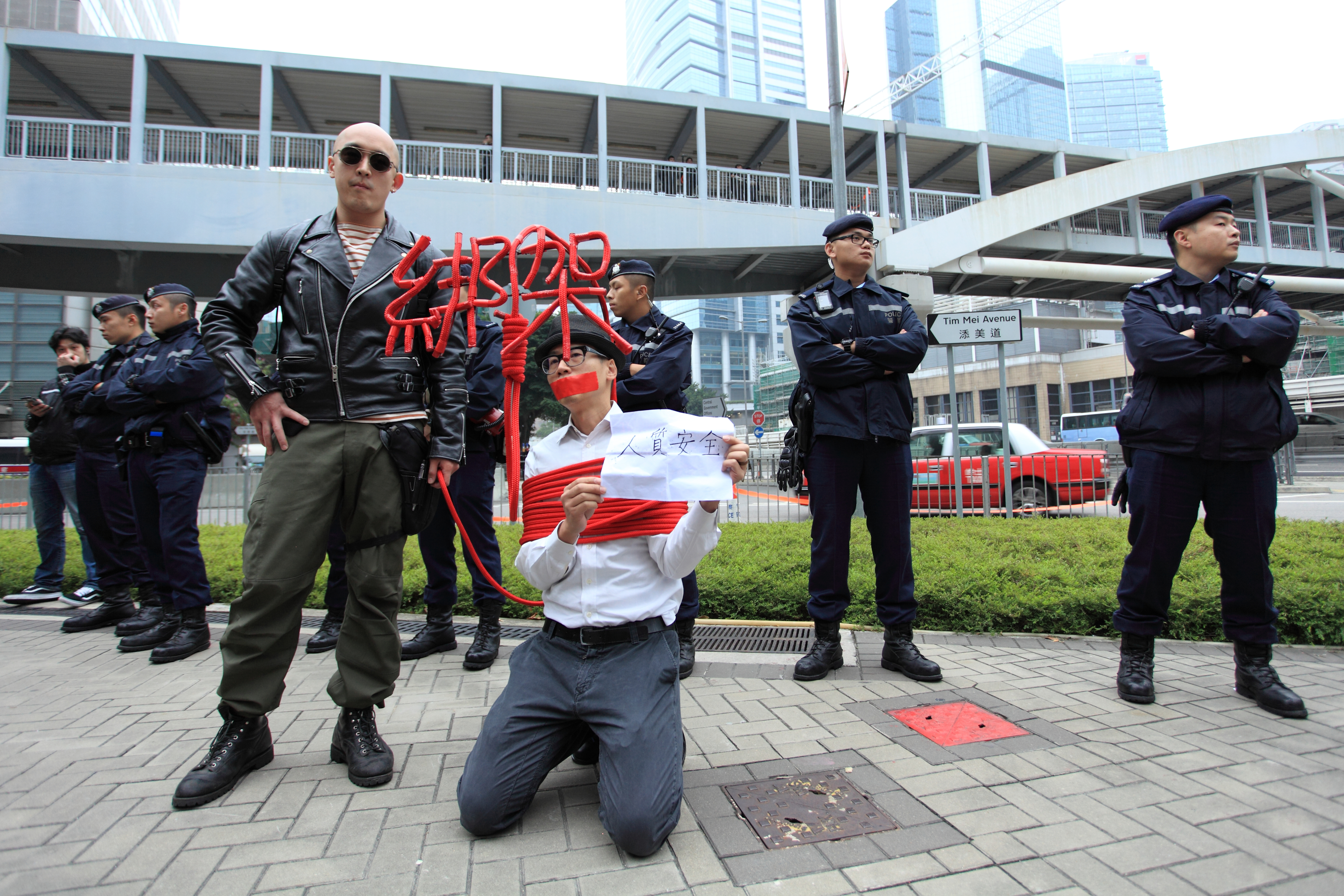
香港藝術家黃國才用行为艺术諷刺涉及銅鑼灣書店股東及員工失蹤事件的香港人李波被失蹤後“多次家書報平安”

2010年以後，香港連續出現數起獨立或非親中新聞界人士及出版界人士遇襲或被綁架事件，包括2014年《明報》前總編輯劉進圖遇襲事件和銅鑼灣書店股東及員工失蹤事件，引起香港人对幕後大陸政府或其支持者利用暴力威嚇香港新聞及出版界、影響出版、言論自由的擔憂。
香港拍摄的影射中港矛盾的电视剧有：《老表，你好嘢！》、《我們的天空》單元二：《同根生》、《來生不做香港人》等；电影有《十年》等。
2013年8月底，多名香港立法會議員及社運人士在Facebook發起「抗融合．拒赤化．反盲搶地」行動，由數百位港人集資於9月3日在《明報》及《都市日報》刊登廣告，批評行政長官梁振英的推行的“自由行”等政策，表明「換特首是出路」，促請中華人民共和國中央政府停止干涉香港內部事務；並在臺灣《自由時報》刊登廣告，表示「讓臺灣人以香港为鉴，不要被中國大陆游客攻陷」。

### 持特定立场的香港文化人在中国大陆被封殺
2010年以后，中华人民共和国政府被指加剧利用其对中國大陆文化传播媒体的控制，以包括支持2014年的“佔领中环”运动、广义的支持香港普选或民主化、以及支持香港本土化甚至是独立运动等罪名，對作家、演员、歌手等文化人士進行“封杀”，以对其他国家施加政治压力。“封杀”文化人士的具体举措包括阻止或限制其作品的销售和传播、禁止这些人士在中國大陆公开亮相、演出、拍摄电影电视节目等，甚至一些已录制的大陆电视节目被剪接或镜头被处理，“封杀”的执行一般并未按照中華人民共和国国家法律规定的程序进行，而是由控制中國大陆文化传播媒体的党或政府机构通过非正式或口头指令的方式，要求传媒及其他机构执行。这类举措先后被用于台湾、香港、韩国以及其他国家和地区的文化人士。其中，香港文化人士被封杀的这一类封杀政策也引起一部分香港人对被封杀的文化人士的同情和对中國政府的反感。
林夕在“反送中”抗议期间，多次在报章专栏力撑港人，早前更与台湾独立乐团“滅火器樂團”合作，推出描绘香港现状的新歌《双城记》力挺抗争。此举引来中国政府和中国音乐平台对他作品的封杀。更有中國節目將《約定》一曲的作詞人改成「佚名」。中国央视点名批评，称林夕的所作所为与中华民族利益相背，与中国主流民意相反。2023年陈奕迅Fear and Dreams巡回演唱会-广州站送审歌单，数首歌曲的作词人本为林夕，但在广州市文化广电旅游局官網公佈的送审申报资料的演出节目单上，这些歌曲的作词人都写上了黄伟文、林宝等港台其他作词人的名字，林夕的名字被消失。後來广州主办方官方微博声明道歉，但全文不提林夕的名字，广州当局官网也完全移除整份批文。

## 政治及法律

### 法律制度

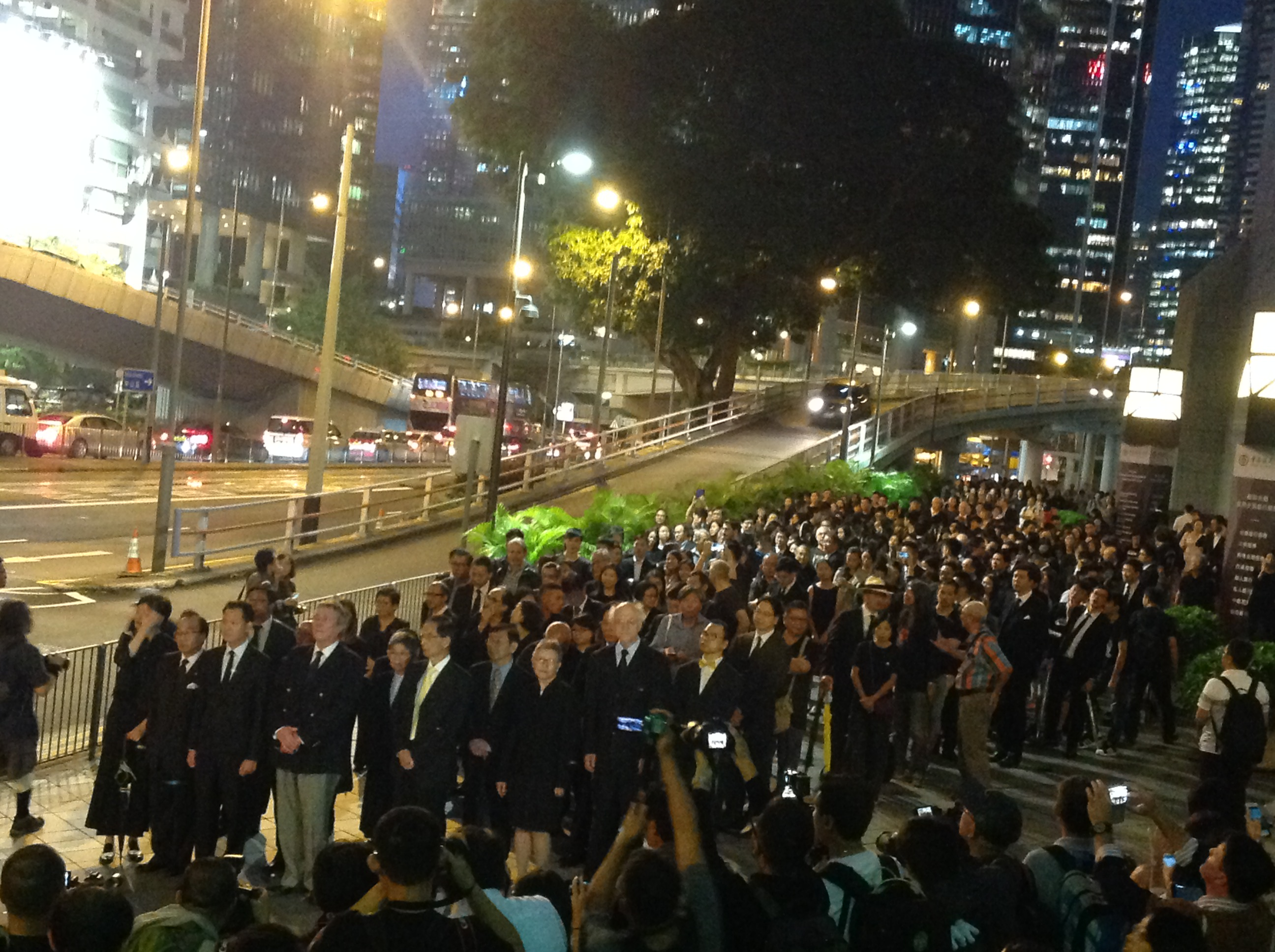
2016年11月8日傍晚，法律界举行反人大释法黑衣静默游行

1997年以後，中華人民共和國政府官方人士或機構發表過各種對《基本法》、《中英聯合聲明》所規定的“一國兩制”制度的涵義的看法，在2010年以後，由於這種解釋或理解將重心放到“一國”而非“兩制”，例如《一國兩制白皮書》、中聯辦主任張曉明的“特首超然論”、中共政治局常委张德江声称中央对特首有“实质任命权”等，這些言論被指引起中華人民共和國政府對一國兩制的實施逐漸偏移香港民衆及國際社會對其的理解的疑慮，因此引發部分香港民衆的懷疑。特區政府官員亦發表迎合這些論調的言論，更加加深部分港人對一國兩制前景的擔憂。《一國兩制白皮書》中依照大陸體制，聲稱香港的法官是行政官員、並要求法官“維護國家主權及安全”、保護中华人民共和国政府利益，被部分人士認爲是大陸政府無視受一國兩制保護的香港司法獨立，並試圖改變香港司法、法律界的表態，也引起香港法律界的公開示威遊行。
中國大陸與香港不同的法律體制也引起部分香港人以及法律界人士對一國兩制的擔憂。根據《基本法》規定，經終審法院提請，中国人大可以對基本法作出司法解釋。而此機制在實際實施中，曾被特區政府用作使用行政手段推翻法庭終審判決的方法，因此引起部分人士對一國兩制下香港司法權獨立是否得到保障的擔憂。其中，2016年的第五次人大釋法是在香港法庭及政府沒有要求的情況下，由人大主動進行的，其結果是直接影響了當時正在進行的具有政治色彩的香港法律案件的結果，因此在香港及國際上普遍認爲代表了中華人民共和國政府對香港的自治地位及司法獨立的進一步干涉，加劇了部分香港人以及法律界人士對中國政府維持一國兩制的意願的擔憂，並引起香港法律界罕見的公開示威遊行。

### 司法管轄爭議
2017年7月，特區政府根據與中國大陸的協議公佈廣深港高速鐵路香港段西九龍站的出入境檢查安排方案，在車站內設置適用中國大陸刑事法律的“內地口岸区”，將內地口岸区劃出香港管豁範圍（實際改隸深圳市福田區），內地口岸区範圍包括整個站臺區域及列車車廂。改變司法管轄權的安排在香港引起爭議，以及對這一方案是否符合《基本法》的擔憂，並受到司法覆核。有人認為“內地口岸区”會成爲在香港境內的實質治外法權區域，但反對人士指出中國與香港不是兩個國家，不存在國家之間的治外法權問題。

### 选举制度
根據《香港特別行政區基本法》第45條規定：

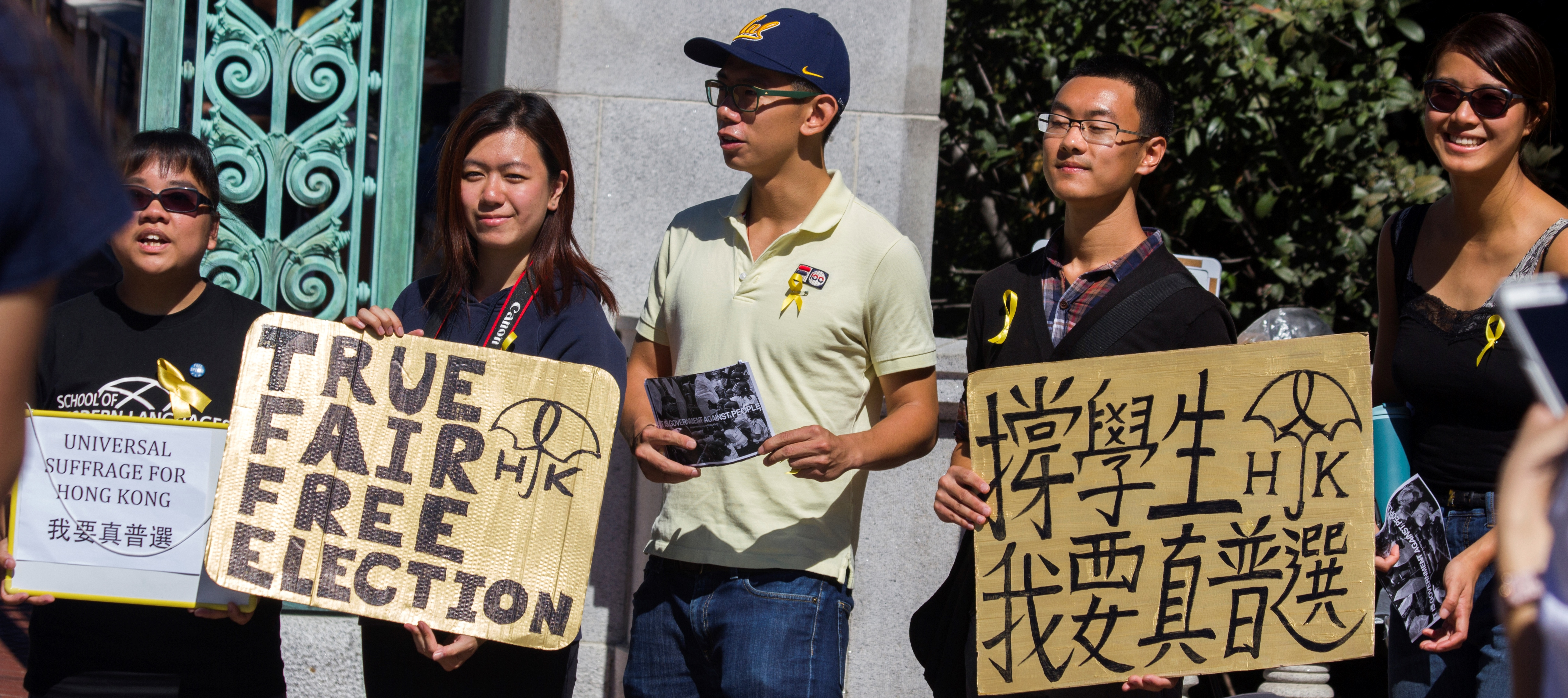
香港要普選

香港特別行政區行政長官在當地通過選舉或協商產生，由中華人民共和國中央人民政府任命。行政長官的產生辦法根據香港特別行政區的實際情況和循序漸進的原則而規定，最終達至由一個有廣泛代表性的提名委員會按民主程序提名後普選產生的目標。
由此，香港特區政府曾相繼提出過2007年及2008年香港政治制度改革以及2012年香港政治制度改革提議，其中後者落實了一部分改革措施，但尚未達到普選的目標。在普選問題上具體的改革方案上出現了以香港泛民主派為代表的一方、與建制派及中国共产党和特區政府为代表的另一方之間的分歧。
分歧主要圍繞提名權設置及提名委員會的構成及權限的問題。泛民主派主張在香港實行的普遍選舉，是由香港人公民提名、政黨提名、提名委員會共同組成，缺一不可。然後直接選舉行政長官及香港立法會議席，以落實民主選舉制度之兩大理念：參政權之「開放參與」和有「真正選擇」，以正當程序保障「實質競爭」。
而由特區政府所提議、获中国共产党支持的「普选」方案则主張依照基本法規定只有提名委員會有權提名，並且提名委員會的人數、構成和委員產生辦法須按照當時選舉委員會的人數、構成和委員產生辦法而規定。但特區政府部分人士指出可由公民簽名推舉候選人交由提名委員會考慮。此舉被指在概念和程序上尽量保留中华人民共和国中央政府对选举人、候选人资格、选举程序及当选人任命等方面的控制。民主派所提倡的真普選訴求與中國官方的普选方案有所區別。
2008年1月，香港泛民主派舉行爭取2012雙普選大遊行，主軸為「堅持2012真普選 不要2017假民主」。2009年11月，前布政司、政務司司長及立法會直選議員陳方安生表示：若然特區政府無誠意推動「真普選」，泛民主派可考慮總辭等任何行動。同年12月，香港立法會議員黃毓民在立法會會議上提出「五區總辭，全民公決」動議案，梁家傑將「2012年雙普選」改為「落實真普選及取消功能組別」。
針對香港政治制度改革，由泛民主派政黨、團體及議員與學者個人於2013年3月合作組成的真普選聯盟表示，香港人要有接受問責的政府，就必須建立真正的民主制度，透過普及而平等的選舉選出行政長官和全體立法會議員。而特區政府則表示公民提名等方式違背基本法規定。由于中央政府在选举制度问题上的态度，在选举制度改革上产生的政治分歧加剧了相当一部分香港人对中央政府的不满，和对“一国两制”实践的担忧。
在2016年及2017年香港政治制度改革中，針對提名權的設置，以及提名委員會的組成等爭議而再度引燃此問題。及至2017年行政長官選舉，選舉委員會首次在不根據大眾民意的情況下推選出行政長官，反映北京當局對香港正加強影響力。
至2016年香港立法會選舉，戴耀廷提出雷動計劃推動非建制派於選舉取得過半議席，其後一項關於雷動計劃的學術研究指出，憂慮北京干預香港選舉為其中一個推動非建制派支持者參與雷動計劃的原因。
另外，香港中聯辦一直在香港各級選舉中，干預立法會議員內部運作及投票意向等，引伸出西環契仔契女及中聯辦在香港政治的角色的爭議。

### 政策爭議

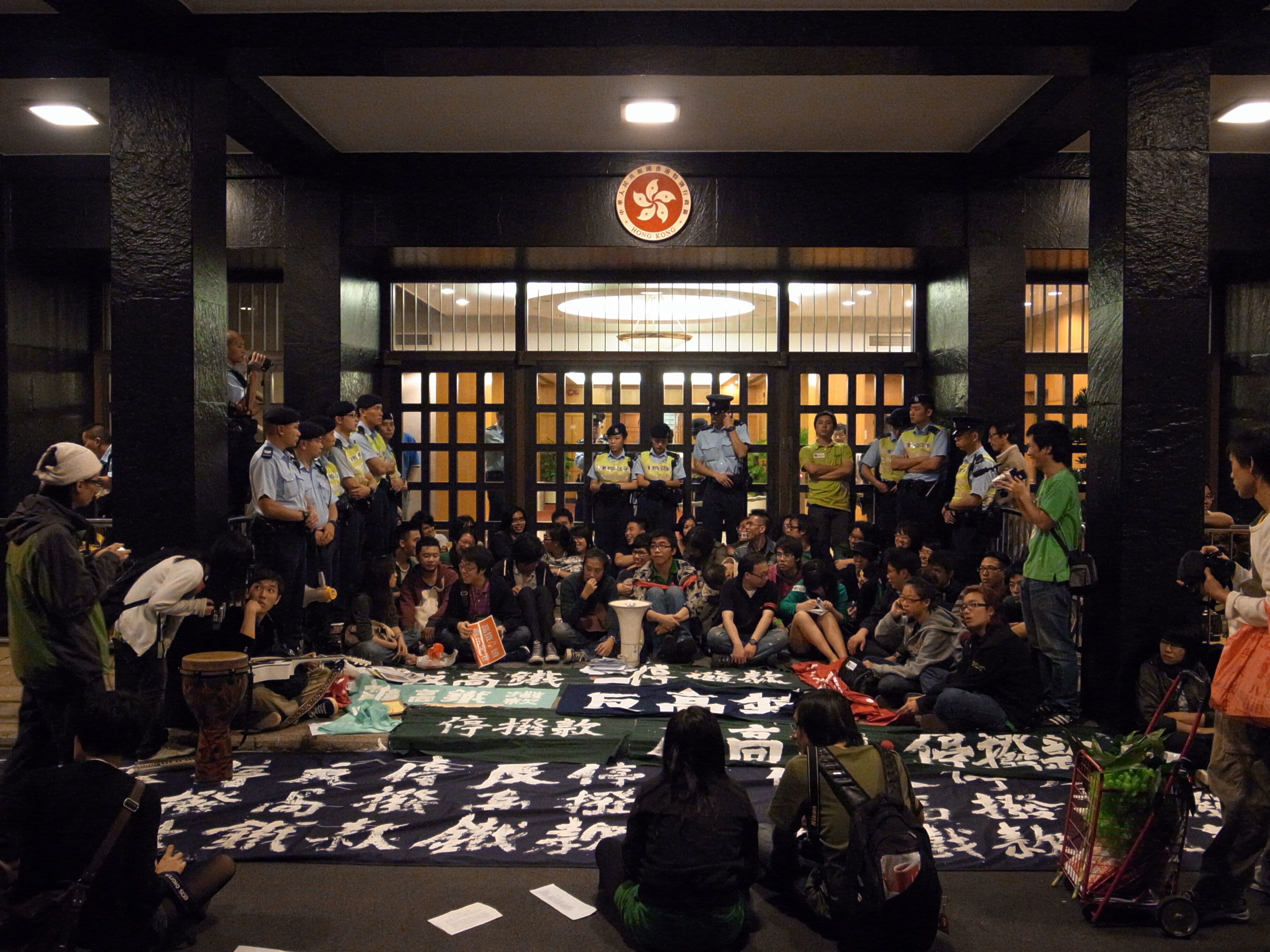
香港示威者反对廣深港高速鐵路香港段的建设

2009年，由於特區政府採取配合中央鐵路建設計劃、計劃動用香港資金在香港境內建造連接大陸高鐵網絡的鐵路，而民衆對建造高鐵的益與弊及高昂成本持懷疑態度，導致發生反對建造高鐵的示威行動，並被引申為特區政府不顧香港利益配合中央政策的例子，加劇了香港人對大陸政府的懷疑。
特區政府早有意發展新界東北，但新界東北發展計劃影響的居民需要搬遷，涉及範圍包括古洞村、松柏塱村及大頭嶺村、粉嶺北石湖新村、馬屎埔村、天平山村及虎地坳村。梁振英以候任香港行政長官身份接受訪問，提及新界東北新發展區旁邊的邊境禁區可以變成「特區中的特區」，中國大陸人和外國人均可以免簽證進入。原有的農地更改作為住宅或者商業用地，影響香港農業。引发争议。
2014年，平機會諮詢立法禁止歧視大陸新移民。

### 跨境執法爭議
2013年，香港商人潘維曦涉及一宗在中國大陸的商業罪行，在香港被廣東警方跨境拘捕。傳媒人紀碩鳴於2016年1月9日在《明報》觀點版發表《中央應嚴厲阻止跨境綁架》一文，提及潘維曦被捕一事，當時《南方都市報》當年報道時直指事主「在香港被廣東警方拘捕」。
香港01於2019年5月30日報道，沙頭角邊境禁區一幅香港官地遭非法霸佔，而村民擅經橋樑北上，非法跨越港深邊界沙頭角河，並通過深圳邊防的鐵閘，隨意往來兩地，更有中國武警於旁邊設邊防更亭，但邊防人員並無阻止村民通過鐵閘。

### 逃犯條例修訂爭議

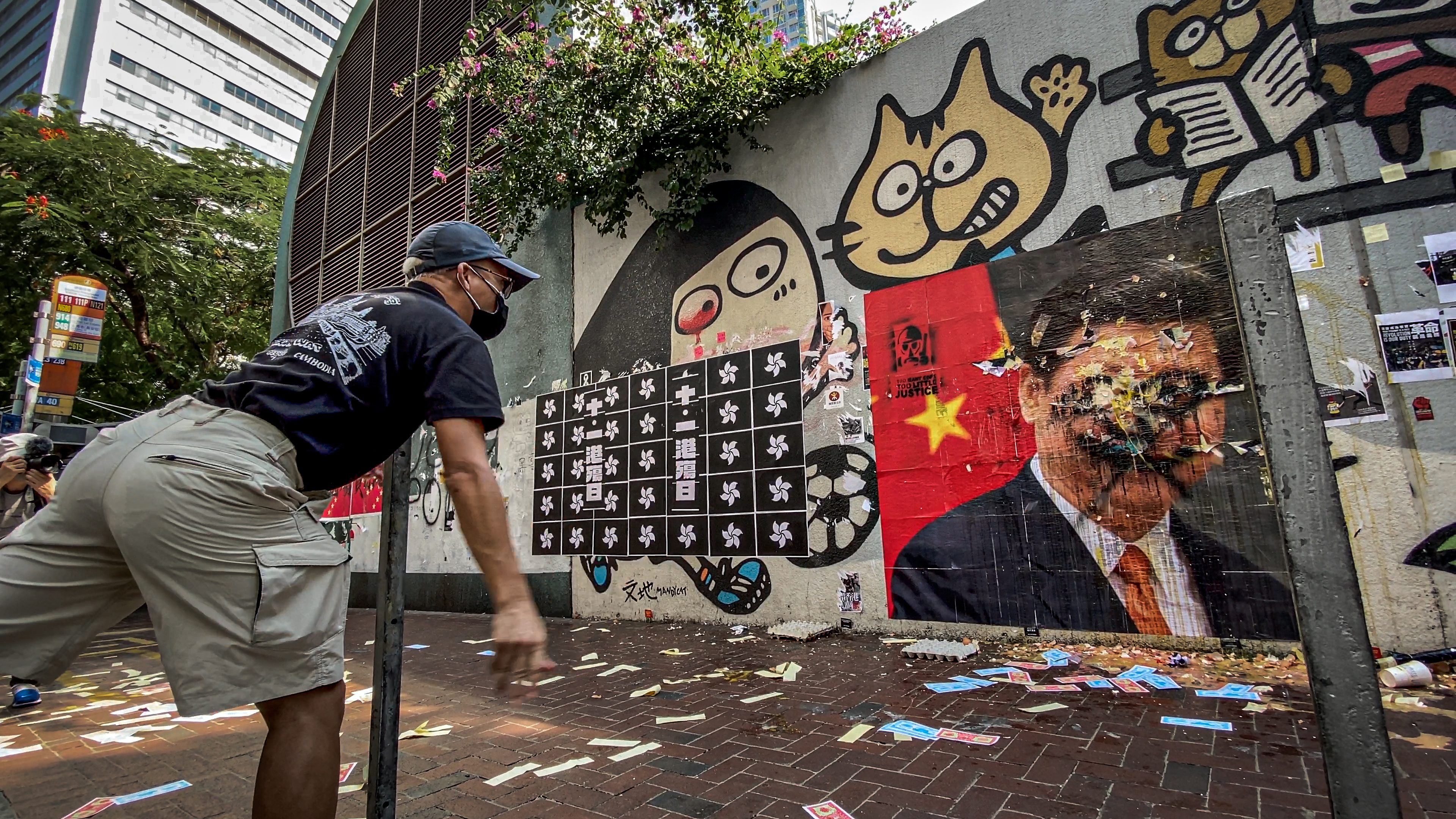
示威人士向中共總書記習近平的巨型肖像扔雞蛋表達對中共政權的不滿

《2019年逃犯及刑事事宜相互法律協助法例（修訂）條例草案》是特區政府宣稱为修订原有逃犯条例及解决不能向中国大陆、澳门和臺湾移交疑犯和进行法律协助的「法律缺陷／漏洞」，而提交香港立法會审议的一法律草案。该提案源于潘曉穎命案。现時香港法律无法进行有关的嫌犯移交和法律协助，获得通过后的草案将会以行政长官就单一个案件提交的方式解决类似问题，按照「兩地同屬犯罪」原則，可移交控罪須在香港也屬於犯罪行為並經過香港法庭審理按照“兩地同屬犯罪”原則。移交目的地除了臺灣，亦包括中国大陆及澳門，移交控罪除謀殺罪外，也涵蓋多項可判監7年或以上之控罪，但目的地執行死刑者則不移交。草案甫经提出，便招致社會各方質疑和關切香港作为独立司法管辖区的独立性或遭削弱，引發多次游行示威活动抗议。其中最大一次反修例的遊行是在2019年6月16日，警方公佈在高峰期有33.8萬人參與，主辦單位則公佈有近200萬人參與遊行。2019年6月15日，政府宣佈暫緩逃犯條例修訂立法的工作，但仍有大量市民批評政府只是「暫緩」，並非「撤回」。2019年10月1日，適逢中華人民共和國建國70週年，示威者發動大型示威行動，過程中損毀中共總書記習近平的肖像表達對中共政權的不滿。此外，逃犯條例有關衝突更延燒到英國、澳大利亞、韓國和台灣等地的大專校園內。
2019年12月16日上午，中國國務院總理李克強在北京市人民大會堂會見到京述職的香港行政長官林鄭月娥，聽取林鄭月娥的彙報。李克強肯定了林鄭月娥的工作，希望特區政府「依法止暴制亂」，研究香港社會的「深層次矛盾」。

### 2019冠狀病毒病疫情封關爭議
COVID-19疫情首先在武漢市爆發，香港經歷過2003年非典型肺炎一役，加上當時已出現零星來自中國大陸的感染個案，不少香港市民要求政府封關，暫時禁止中國大陸旅客進入香港，以免出現大型爆發，導致香港醫療系統無法負荷，甚至崩潰。惟政府初時只要求部分旅客（甚至不包括乘坐高鐵的武漢乘客）填寫申報表，市民對政府反應及做法感到不滿。
2022年春节节后香港第五波疫情失控蔓延，大量在港人士通过深圳进入内地避疫，由于隔离酒店爆满及名额不足，甚至出现偷渡，导致深圳爆发疫情。因此不少深圳市民及大陆网民亦要求政府封关，禁止香港旅客进入中国大陆。

### 香港國安法爭議
2020年5月24日，反國歌法、國安法大遊行後，特區政府發表名為「政府強烈譴責暴徒違法行為」的新聞公報。文中首次使用了與中國官媒同一口徑的字眼，指「黑暴」分子仍然猖獗，並指「印證了就國家安全立法的必要性和迫切性。」同日，特首和三司司長先後在網誌和facebook表態支持。保安局與其轄下的5個紀律部隊首長及政府飛行服務隊都前後經新聞處發稿支持草案。有網民質疑公務員不再政治中立，亦有網民指官員集體表忠是「賣港賊」。

## 言语冲突

### 香港
1979年末至1990年代，香港人對來自中國大陸的人，男的称“表叔”女的称“表姐”，對中國大陸移民使用“阿燦”这个略帶有歧視意味的蔑稱。在2000年代後期起，「强國人」、「支那人」、「蝗蟲」成為香港人對大陸人的新貶稱。“支那人”被視爲對中國人的汙辱性代名詞，在2012年的「光復上水站」行動中，示威人士骂中国大陸人是「支那人」以表達不滿。此外，有香港人將中国大陸游客比喻為蝗蟲，責備他們“掃空”商店貨品。2012年1月27日，香港“高登讨论区”发起，上街向大陆游客唱“蝗虫之歌”活动。2月份，多名香港青年走上街头向沿路的大陆游客唱着侮辱性的“蝗虫之歌”。此事件后被媒体报道引起不少议论与批评。
部分香港人稱中國大陸人為“強國人”，諷刺中國共產黨政府宣傳中經常使用的字眼“強國”，並將此與一些大陸人在境外的不文明舉動聯係起來，諷刺這些大陸人自認為本國已是“強國”而傲慢對待其他國家和地區，卻同時表現出落後和不文明的習慣或觀點。部分香港人對這些大陸人深表同情，但被香港本土派回罵為「左膠」。
2016年，有一名網名為Horara的人在社交網站上發布文章，呼籲市民取消器官捐贈登記，稱中國共產黨政府將香港、澳門納入國家人體器官分配系統，又說香港紅十字會被揭發，將收集到的血液送到中國大陸。香港食物及衞生局副局長陳肇始表示：「那個絕對是一個『謠言』，捐贈器官的話，其實也是給香港市民。」香港紅十字會亦聲明，血液只供香港醫院使用。香港無綫新聞部訪問Horara，他說不相信食衞局的澄清。這文章傳出的七月，取消器官捐贈登記數目由平均每月幾十宗，突然上升到五百三十五宗。香港浸會大學傳播學院教授馬成龍表示：「能不能讓謠言立即停止，其實這個跟政府部門的公信力，有絕對的關係，但如果你說的話，人家覺得這個東西我都不相信，你講也沒有用，會繼續傳......只問立場，不問是非，只要我想聽的東西，我根本不去研究它是真的還是假的，我就傳出去了，這樣就變成謠言了。」
2017年，香港中文大學有人以不記名方式於民主牆上張貼印有「香港獨立」字樣的海報。及後，有一個大陸學生擅自撕毀海報，遭回罵「支那人滾回支那！」

### 中国大陸
2012年初北京大學中文系教授孔慶東在《第一視頻》網絡電視台上評論一段有關中國大陸兒童在香港港鐵東鐵綫車廂內進食零食麵而被幾位香港人訓斥違反港鐵附例，最終導致罵戰的視頻。孔慶東评论称，中國人有義務講普通話，當大家交流的方言不一樣時，雙方都需要講普通話，故意不講普通話的人是王八蛋，更指责「很多香港人不认为自己是中国人，总是开口就说我们香港啦，你们中国啦......这种人給人家英國殖民者當走狗當慣了，到現在都是狗，你們不是人。我知道香港人有很多是好人，但是有很多香港人至今還是狗」。有關言論在2012年1月21日被多家傳媒以“孔子後人骂港人是狗”为标题報道後，引起香港各界強烈不满。
2013年12月26日，香港人優先成员闯入解放軍駐香港部隊总部所在，制造了香港独立派与解放军的首次冲突事件。事发后，激起中国大陆网络舆论强烈反应，要求解放军强硬以对，严惩闯入者。中国政法大学副教授吴法天表示：“英国人的干儿子当习惯了不想当中国人的，拜托去英国，我们搬去香港住。”日后，中国大陆的作者将此事视为香港独立运动中的标志性事件。相关文章亦认为，香港社会存在怀念英国殖民统治的情绪:73、77，更有企望通过恢复英国殖民统治，完成“香港独立”:41。
大陆人将將過去香港嘲諷大陸人落後的詞語“阿燦”改为“港燦”，指一些香港人对大陆的认识脱节，认为大陆人还是比较落後，同时認爲反而是香港比較落後。该说法约于1990年代出现，当时中国大陆经济迅速发展，中國大陸和香港之間的經濟差距开始缩窄，中國大陸一些人認爲今天北京、上海等一些大城市的发展已经超过香港，而對香港人仍舊認爲大陸落後的意識感到不滿，因此對持此觀點的香港人冠以“港灿”的称呼。

### 科技對衝突的影響
有論者指出，年輕人大量使用網上社交媒體，會形成「回音廊效應」（Echo Chamber Effect），強化個人對其他族群的偏見，使之成為具體影響力，並讓個人以為自己所持的是主流民意。

### 对中文维基百科的影响
据2021年7月11日香港自由新聞報道，中文维基用戶 Walter Grassroot 在大陆维基编辑者的QQ群中以“触犯香港国安法”为理由，呼籲綫上舉報所有香港用戶組用戶。在維基媒體基金會尚未對港版國安法適用於維基用戶發表相關聲明前，中文維基百科香港用戶組隨即發出聲明，稱“目前已联系维基媒体基金会在维基百科总部的信任和安全团队。”作爲相關用戶對國安法提報威嚇行爲之回應。随后，在2021年9月13日北京时间0时许，维基媒体基金会永久封禁（全域禁制）了包括Walter Grassroot在內的7名用户，并取消另外12人的管理员权限。中国大陆维基人用户组（Wikimedians of Mainland China，WMC）随即发表名为“丢掉幻想，准备斗争”的公开信，批評維基媒體基金會。

### 國泰空服員被指歧視
有國泰航空乘客前日在內地社交媒體「小紅書」發文，稱5月21日乘搭國泰客機由成都往香港時，有空中服務員與同事私下交談時涉歧視乘客，有人疑取笑乘客以英語索取毛氈時把「blanket」說成「carpet（地氈）」，私下用英語講 「如果他們不能說毛毯的英文，他們就不能有毛毯」，投訴人亦聲稱則空服員以粵語廣播勸乘客返回座位後，向同事形容乘客「聽不懂人話」。此引起大陸官媒抨擊；而國泰工會指應尊重不同背景的旅客，但指坊間指控錯誤，有聲稱是涉事空服員疑斥罵舉報者偷偷錄音是無恥，指有被錄音的空中服務員本身並非香港人，英語也非母語，質疑網民要求她使用普通話的用意何在。